# 北谷女性殺害事件
北谷女性殺害事件（ちゃたんじょせいさつがいじけん）は、2019年4月13日未明、沖縄県の米軍基地キャンプ・シュワブの海兵隊員が沖縄県中頭郡北谷町在住で元交際相手の女性を殺害し、その後、自殺した事件。米軍憲兵隊 (MP) と県警の対応、さらに女性側からのストーカーとレイプの訴えによる接近禁止の軍事保護命令やリバティー制度が徹底されることなく、海兵隊が男に外泊許可を出していたことが問題となった。

## 事件の通報
2019年4月13日、朝7時25分頃、沖縄県中頭郡北谷町桑江のアパートで男女2人が血を流して倒れていると通報があり、2人とも現場で死亡が確認された。在沖縄米海兵隊は男性が米海兵隊第3海兵師団の3等兵曹であることを明らかにした。米兵が元交際相手の女性を刃物で刺して殺害後、自殺したとみられる。17日の衆議院外務委員会で、男がキャンプシュワブ内に住んでいることを警察庁が明らかにした。また女性側のストーカー被害とレイプ被害の訴えを受け、米軍が男性側に接近禁止の軍事保護命令をだしているさなかの事件だった。

## 事件の背景
2019年1月、男性は女性のアパートのオートロックをすり抜け、部屋の前で待ち伏せし、女性の帰宅を待って室内に押し入り、女性を拘束して性的暴行を加えた。通報を受けた憲兵隊は、３等兵曹に対し女性に近づかないよう、接近禁止の軍事保護命令 (MPO: ミリタリー・プロテクティブ・オーダー) を発令。事件当日も効力を持っていた。また在日米軍の勤務時間外行動指針「リバティー制度」で一定階級以下の兵士は午前1-5の間に基地外へ出ることが禁止されていたはずであったが、このどちらもが徹底されることなく、米海兵隊がこの3等兵曹に外泊許可を出していたことも明らかになった。

### 県警の対応
2018年10月、男に家具などを壊された器物損壊容疑で警察に訴えようとした女性に対し、男の母親が訴えを取り下げるよう「息子を許してもらえないか」と何度も電話をかけていたことがわかった。
1月下旬には、米軍憲兵隊（ＭＰ）から沖縄署に「交際トラブルがある」との連絡をうけていたが、女性は2月には「憲兵隊に対応してもらっている」として、警察の関与は必要ない旨を伝えていたという。また県警は、身体的暴力を受けた形跡がない、緊急性は高くないと判断したという。

### 憲兵隊の対応
女性が１月にストーカーと性的暴行被害を訴えた際、県警と海軍犯罪捜査局 (NCIS) が共同で調査を開始し、兵曹に女性への接触を禁止する「軍事保護命令」(MPO: ミリタリー・プロテクト・オーダー) を発行していたことを在沖海兵隊が明らかにした。MPO とは、米軍人がパートナーなどに暴力やストーカー行為を働いた場合、訴えを受けた憲兵隊が被害者への接近を禁止する制度で、基地内外で適用され、罰則もある。しかし、今回は接見禁止令が出ているにもかかわらず、軍が男に外泊許可を出しており、事件につながった。

### リバティー制度の形骸化と緩和
在日米軍の勤務時間外行動指針リバティー制度では、一定階級以下の外泊や飲酒の制限を設けているが、以前から形骸化しており、また、2018年の暮れから4月にかけて在日米軍内での制度の緩和をすすめてきた。2019年3月8日には、四軍司令官のエリック・スミス中将が「島を楽しんでください」と、大幅な制度緩和を発表していた。また、容疑者はリバティー制度で午前1-5時までの外出禁止対象者だったが、捜査1課によると母親の来日を理由に外泊許可が出されていた。
リバティー制度が守られず外泊許可を出していた件に関し、事件後の4月24日、米軍キャンプ瑞慶覧で、事件に抗議した北谷町の町議員団が米海兵隊政務外交部長のダリン・クラーク大佐と面談した際に、「99.9％の兵士が制度を順守している」「逆に、なぜリバティー制度(の緩和)が(住民に)不安を与えているのか聞きたい」と居直る場面もあった。一方で、県議団の「軍の接触禁止令にもかかわらず、なぜ外泊許可がだされたのか」に関しては答えなかった。

## 事件の影響
北谷町、読谷村、沖縄県が、米軍人軍属の綱紀粛正や対策を求めて抗議した。
2019年5月31日、リバティー制度緩和で飲酒関連の逮捕が1.6倍に増え、また殺人事件も起こったことをうけて、エリック・スミス中将が解任され、ハーマン・クラーディー中将が沖縄に駐留するアメリカ軍トップの四軍調整官となった。一般的にはおよそ２年から３年とされる四軍調整官だが、エリック・スミス中将は異例の八か月間で解任となった。
2019年9月6日、那覇地検は被疑者死亡で不起訴処分とした。